# Pittakos van Mytilene
Pittakos van Mytilene (Oudgrieks: Πιττακὸς ὁ Μυτιληναῖος of Πιττακὸς ὁ Λέσβιος) (circa 650 v.Chr. - 570 v.Chr.) was een staatsman uit Mytilini en behoort samen met onder anderen Solon, Bias van Priëne en Thales tot de vaste groep van de Zeven Wijzen. Bovendien zou hij de leraar zijn geweest van Pherecydes van Syros. Samen met de broers van Alkaios zou Pittakos, ten tijde van de 42ste olympiade (612-609 v.Chr.), de tiran Melanchros van Lesbos ten val gebracht hebben. Pittakos was de zoon van Hyrrhadius uit Thracië en een moeder afkomstig van Lesbos. Daarenboven wordt over Pittakos gezegd dat hij de auteur is geweest van een 600 elegische verzen tellend gedicht en een prozawerk getiteld: Over wetten, gericht aan de burgers.

## Politiek
Pittakos was een inwoner van Mytilini en benevens legeraanvoerder van het Mytileense leger, welke toendertijd in een militair conflict verwikkeld was met de Atheners ({\displaystyle \pm }606 v.Chr). Om de strijd zonder onnodige bloedvergieten te beslechten, daagde Pittakos de Atheense legeraanvoerder Phrynon uit voor een tweegevecht. Phrynon was een vermaard olympisch kampioen in de vechtsport pankration. Volgens de overlevering zou Pittakos stiekem een visnet hebben meegebracht naar het gevecht. Dit visnet zou hij over Phrynon heen hebben geworpen om hem vervolgens gemakkelijk te kunnen doden. Door deze overwinning kon het stuk land, waar het militaire geschil in eerste instantie om was ontstaan, terug geclaimd worden door de Mytileniërs.
Diodorus Siculus verhaalt dat de inwoners van Mytilini de stad aangeboden hebben aan Pittakos. Hij zou dit aanbod echter hebben afgewezen en het stuk land in gelijke stukken over de bevolking hebben verdeeld. Er kan in ieder geval gesteld worden dat Pittakos erg gewaardeerd werd door de bevolking van Mytilini. Hem werd dan ook het bewind over Mytilini toevertrouwd en hij zou vervolgens tien jaar hebben geregeerd alsmede het staatsbestel op orde hebben gebracht. Zijn bekendste hervorming is de verdubbeling van de strafeis als een strafbaar feit in dronkenschap zou zijn begaan. Deze maatregel zou voornamelijk ingrijpend geweest zijn voor de aristocratie en daarentegen juist toegejuicht zijn door de bevolking. Volgens Diodorus Siculus zou Pittakos een uitstekende wetgever zijn geweest en Mytilini hebben bevrijd van drie kwaden; tyrannie, burgeroorlog en oorlog met andere poleis.

## Overige anekdotes
Sommige auteurs vermelden dat hij een zoon Tyrrhaeus had, welke op enig moment vermoord zou zijn. Toen de vermeende moordenaar naar Pittakos gebracht werd om gestrafd te worden, liet Pittakos de moordenaar vrijuit gaan en  zou hierover hebben gezegd: "Vergiffenis schenken is beter dan achteraf spijt krijgen." Diodorus Siculus stelt dat Pittakos deze uitspraak zou hebben gedaan nadat hij zijn politieke tegenstander Alkaios amnestie had verleend. De presocratische filosoof Heraclitus geeft een andere versie van wat Pittakos gezegd zou hebben, namelijk: "Vergiffenis is beter dan straf." Een vreemdeling zou ooit eens op Pittakos zijn afgestapt voor een huwelijksadvies. De vreemdeling vroeg zich af of hij beter met een vrouw kon trouwen die zijn gelijke was in economische stand of met een vrouw die hierin zijn meerdere zou zijn. Uiteindelijk heeft Pittakos de vreemdeling aangeraden om met de vrouw te trouwen die in economische stand zijn gelijke was. Pittakos zou hier uit eigen ervaring hebben gesproken omdat hij getrouwd zou zijn met een vrouw van hele hoge afkomst. Over haar wordt gezegd dat zij Pittakos zeer uit de hoogte behandelde en regelmatig kleineerde.
Op een uitnodiging van de Lydische koning Croesus om diens rijkdom te komen aanschouwen zou Pittakos als volgt hebben geantwoord:
"U verzoekt mij naar Lydië te komen om uw rijkdom te zien. Maar ook zonder die gezien te hebben ben ik ervan overtuigd dat de zoon van Alyattes [Croesus] de rijkste der koningen is.
 Ik schiet er niks mee op om naar Sardis te reizen, want ik heb geen goud nodig en mijn bezittingen zijn voldoende voor mij en mijn vrienden.
 Toch kom ik om me met u, mijn gastheer, als vriend te onderhouden."

## Bekende uitspraken
- Zelfs de goden vechten niet tegen het noodlot.
- Macht toont de man.
- Zeg niet op voorhand wat je gaat doen; want indien je faalt, zal je uitgelachen worden.
- Verwijt een man niet met zijn ongelukken, opdat je niet hoeft te vrezen dat Nemesis je zou overnemen.
- Zie af van kwaadsprekerij over je vrienden, maar evenzo van je vijanden.
- Koester waarheid, goede trouw, ervaring, schranderheid, vriendschap en vlijt.
- Verstandige mensen treffen, voordat onheil komt, voorzieningen, zodat het niet komt, en moedige mannen verdragen het dapper als het komt.[16]